# إيناكي كينتانا
إيناكي كينتانا (بالإسبانية: Iñaki Quintana)‏ هو لاعب كرة قدم مكسيكي، ولد في 25 مايو 1987.

## وصلات خارجية
- إيناكي كينتانا على موقع قاعدة بيانات كرة القدم.إي يو (الإنجليزية)